# Геленківська сільська рада
Геленківська сільська́ ра́да — адміністративно-територіальна одиниця та орган місцевого самоврядування в Козівському районі Тернопільської області. Адміністративний центр — село Геленки.

## Загальні відомості
- Населення ради: 567 осіб (станом на 2001 рік)

## Населені пункти
Сільській раді були підпорядковані населені пункти:
- с. Геленки

## Історія
До Геленківської сільради приєднано хутір Уланиха у зв'язку з переселенням жителів.

## Склад ради
Рада складалася з 16 депутатів та голови.
- Голова ради: Пудлик Надія Зіновіївна
- Секретар ради: Гром'як Олександра Львівна

### Керівний склад попередніх скликань
| Прізвище, ім'я, по батькові | Основні відомості                                                                     | Дата обрання | Дата звільнення |
| --------------------------- | ------------------------------------------------------------------------------------- | ------------ | --------------- |
| Пудлик Надія Зіновіївна     | Сільський голова, 1972 року народження, освіта вища, член Української Народної Партії | 26.03.2006   | 31.10.2010      |
| Пудлик Надія Зіновіївна     | Сільський голова, 1972 року народження, освіта вища, позапартійна                     | 31.10.2010   |                 |

Примітка: таблиця складена за даними сайту Верховної Ради України

### Депутати
За результатами місцевих виборів 2010 року депутатами ради стали:

#### За суб'єктами висування
| Суб'єкт висування | Кількість обраних депутатів | %   |
| ----------------- | --------------------------- | --- |
| Самовисування     | 16                          | 100 |

#### За округами
| № округу | Прізвище, ім'я, по батькові       | Дата визнання обраним | Освіта             | Партійна приналежність | Відомості про обраного депутата       |
| -------- | --------------------------------- | --------------------- | ------------------ | ---------------------- | ------------------------------------- |
| 1        | Пашковський Іван Богданович       | 02.11.2010            | вища               | позапартійний          | студент                               |
| 2        | Швачук Андрій Васильович          | 01.12.2013            | незакінчена вища   | позапартійний          | Тернопільський НПУ, студент           |
| 3        | Чорній Віктор Володимирович       | 27.07.2014            | середня спеціальна | позапартійний          | тимчасово не працює                   |
| 4        | Громяк Олександра Львівна         | 02.11.2010            | вища               | позапартійна           | Геленківська с\р, секретар            |
| 5        | Троян Ганна Іванівна              | 01.12.2013            | середня спеціальна | член Партії регіонів   | Сільський клуб, завідувачка           |
| 6        | Бучинський Арсен Русланович       | 27.07.2014            | середня спеціальна | позапартійний          | тимчасово не працює                   |
| 7        | Дупляк Роман Ярославович          | 09.09.2012            | вища               | позапартійний          | тимчасово не працює                   |
| 8        | Пудло Степан Ярославович          | 02.11.2010            | середня            | позапартійний          | тимчасово не працює                   |
| 9        | Коцьолко Павло Петрович           | 02.11.2010            | вища               | позапартійний          | студент                               |
| 10       | Пудлик Володимир Олександрович    | 02.11.2010            | вища               | позапартійний          | студент                               |
| 11       | Шарий Олег Богданович             | 02.11.2010            | вища               | позапартійний          | студент                               |
| 12       | Коропатницький Микола Миколайович | 31.03.2013            | вища               | позапартійний          | технічне училище № 1, студент         |
| 13       | Кос Володимир Іванович            | 01.12.2013            | середня спеціальна | позапартійний          | Тернопільське ВПУ, студент            |
| 14       | Марущак Роман Євгенович           | 29.01.2012            | вища               | позапартійний          | тимчасово не працює                   |
| 15       | Малишка Юрій Володимирович        | 27.07.2014            | незакінчена вища   | позапартійний          | ТКНУ «Львівська політехніка», студент |
| 16       | Корніцький Дмитро Євгенович       | 27.07.2014            | середня спеціальна | позапартійний          | тимчасово не працює                   |